# Distretto di Avezzano
Il distretto di Avezzano fu una delle suddivisioni amministrative del Regno di Napoli prima e, a seguire del Regno delle Due Sicilie, subordinate alla provincia di Abruzzo Ulteriore Secondo, soppresso nel 1860.

## Storia

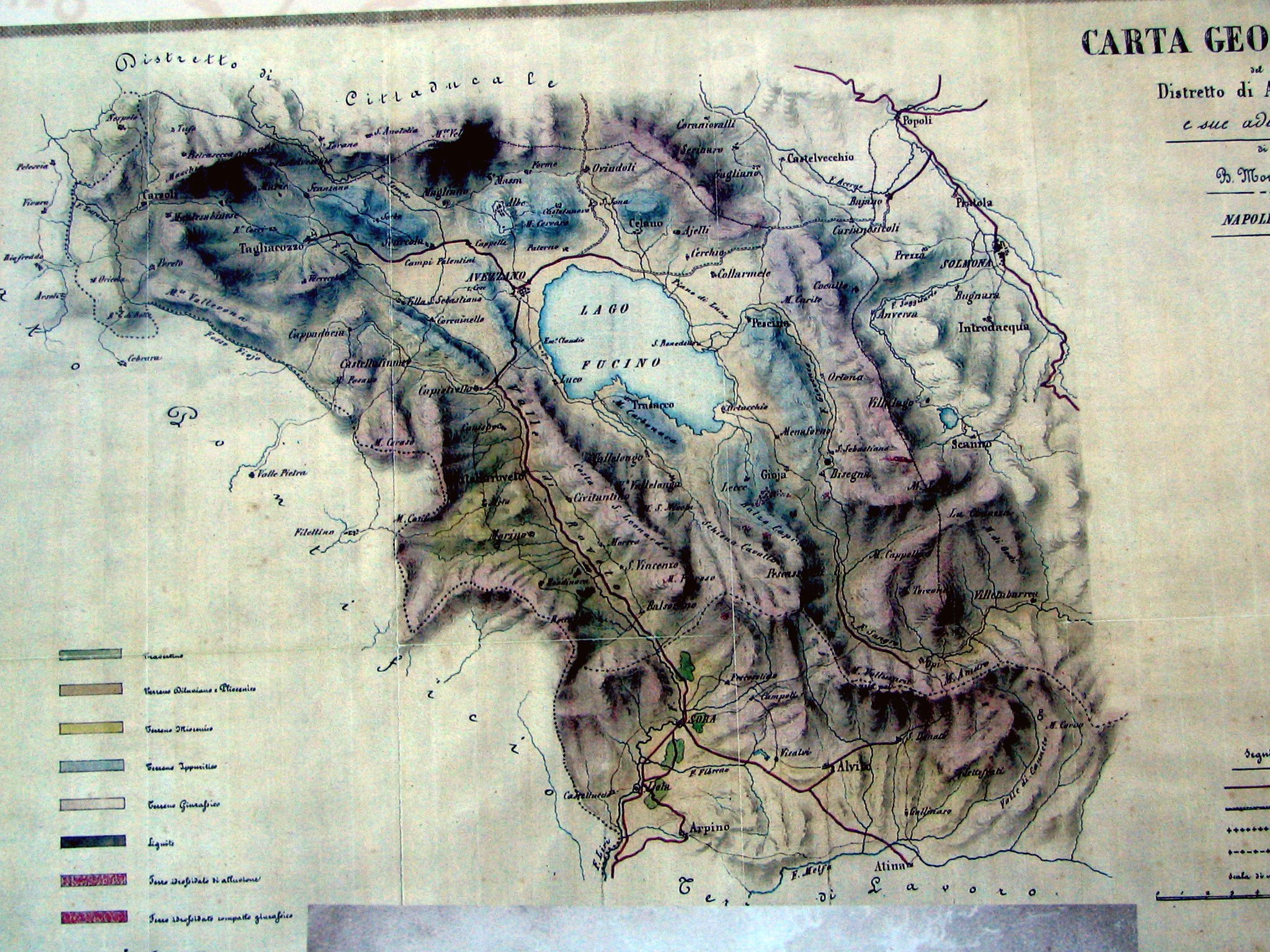
Lago Fucino nel distretto di Avezzano

Fu costituito nel 1811 a seguito dell'unione del Regno di Napoli con il Regno di Sicilia. Con l'occupazione garibaldina e annessione al Regno di Sardegna del 1860 l'ente fu soppresso.
La riorganizzazione del Regno di Napoli, portata a termine nell'agosto del 1806 da Giuseppe Bonaparte, portò al completo smembramento della Marsica, con i propri circondari di Avezzano, Carsoli, Celano, Civitella Roveto, Gioia dei Marsi, Pescina e Tagliacozzo distribuiti fra i tre distretti della provincia dell'Abruzzo Ulteriore Secondo.
Si rimedia all'errore nel 1811, tramite real Decreto, firmato il 4 maggio a Parigi da Gioacchino Murat. Il distretto, guidato dal primo sottintendente don Antonio Sardi, fu istituito ad Avezzano e comprese i sette circondari creati nel 1806, ai quali fu aggiunto nel 1847 quello di Trasacco.
I celebri viaggiatori ottocenteschi, gli inglesi Edward Lear e il barone Richard Keppel Craven, nei loro racconti dipingono una Avezzano della prima metà dell'Ottocento che è ancora un piccolo borgo contadino, pur essendo già divenuta nel 1811 capoluogo di distretto e sede della sottintendenza (una delle quattro dell'Abruzzo Ulteriore II).
La cittadina, infatti, assumerà una fisionomia più moderna e una dimensione estetica e anche demografica di vera e propria città dopo l'Unità d'Italia e, in particolare, in seguito al prosciugamento del lago Fucino.
Il distretto marsicano fu soppresso nel 1860 e sostituito dal circondario di Avezzano, istituito nell'approssimarsi della proclamazione ufficiale del Regno d'Italia e dell'applicazione del Decreto Rattazzi al territorio del Regno delle Due Sicilie.

## Caratteristiche

### Suddivisione in circondari
Il distretto era suddiviso in successivi livelli amministrativi gerarchicamente dipendenti dal precedente. Al livello immediatamente successivo, infatti, individuiamo i circondari, che, a loro volta, erano costituiti dai comuni, l'unità di base della struttura politico-amministrativa dello Stato moderno. A questi ultimi potevano far capo le ville, centri a carattere prevalentemente rurale. I circondari del distretto di Avezzano ammontavano a otto ed erano i seguenti:
- Circondario di Avezzano:
Avezzano (con la villa di Cese), Capistrello (con la villa di Pesco Canale), Magliano (con la villa di Rosciolo), Massa (con le ville di Albe, Antrosano, Castelnuovo, Forme, San Pelino), Scurcola (con la villa di Cappelle)
- Circondario di Carsoli:
Carsoli (con le ville di Colli, Montesabinese, Pietrasecca, Poggio Cinolfo, Tufo, Villa Romana), Pereto (con le ville di Oricola, Rocca di Botte)
- Circondario di Celano:
Celano (con la villa di Paterno), Aielli, Ovindoli (con le ville di San Potito, Santa Iona)
- Circondario di Civitella Roveto:
Civitella Roveto (con la villa di Meta), Balsorano, Civita Antino, Canistro[9], Morino (con la villa di Rendinara), San Vincenzo (con le ville di Castronovo, Morrea, Roccavivi, San Giovanni)
- Circondario di Gioja-Manaforno:
Gioja (con la villa di Sperone), Lecce, Ortucchio, Pescasseroli, Opi
- Circondario di Pescina:
Pescina (con le ville di San Benedetto, Venere), Bisegna (con la villa di San Sebastiano), Cerchio, Cocullo, Colle Armele, Ortona dei Marsi (con le ville di Aschi, Carrito)
- Circondario di Tagliacozzo:
Tagliacozzo (con le ville di Corcumello, Poggio Filippo, Poggitello, Rocca Cerri, San Donato, Sorbo, Tremonti, Villa Gallo, Villa San Sebastiano), Cappadocia (con le ville di Petrella, Verrecchie), Castellafiume (con la villa di Pagliara), Sante Marie (con le ville di Castelvecchio, Marano, Scanzano, Santo Stefano, Villa San Giovanni)
- Circondario di Trasacco:
Trasacco, Collelongo, Luco, Villavallelonga